# Újlak (Budapest)
Újlak (régebben Buda-Újlak, németül: Neustift, latinul: Neobuda ) Budapest egyik városrésze a II. és III. kerületben.

## Fekvése
Határai: Mikoviny utca a Folyondár utcától - az utcától keletnek futó lépcső a Doberdó útig -  Doberdó út -  Bécsi út  - Nagyszombat utca - Duna folyam - Kavics utca és a belőle északnak futó kilátó út - Felhévízi utca - Pusztaszeri út - Szépvölgyi út - Folyondár utca a Mikoviny utcáig.
A szomszédos városrészek északon Óbuda, északnyugaton Remetehegy, nyugaton Mátyáshegy, délnyugaton Zöldmál és Szemlőhegy, délen pedig Felhévíz. Keleten a Duna egy ága határolja, melynek túlsó oldalán a külön városrészt alkotó Margit-sziget található.
Újlak 1950 óta megoszlik a II. és a III. kerület között, amelyeket a Szépvölgyi út választ el egymástól.

## Története

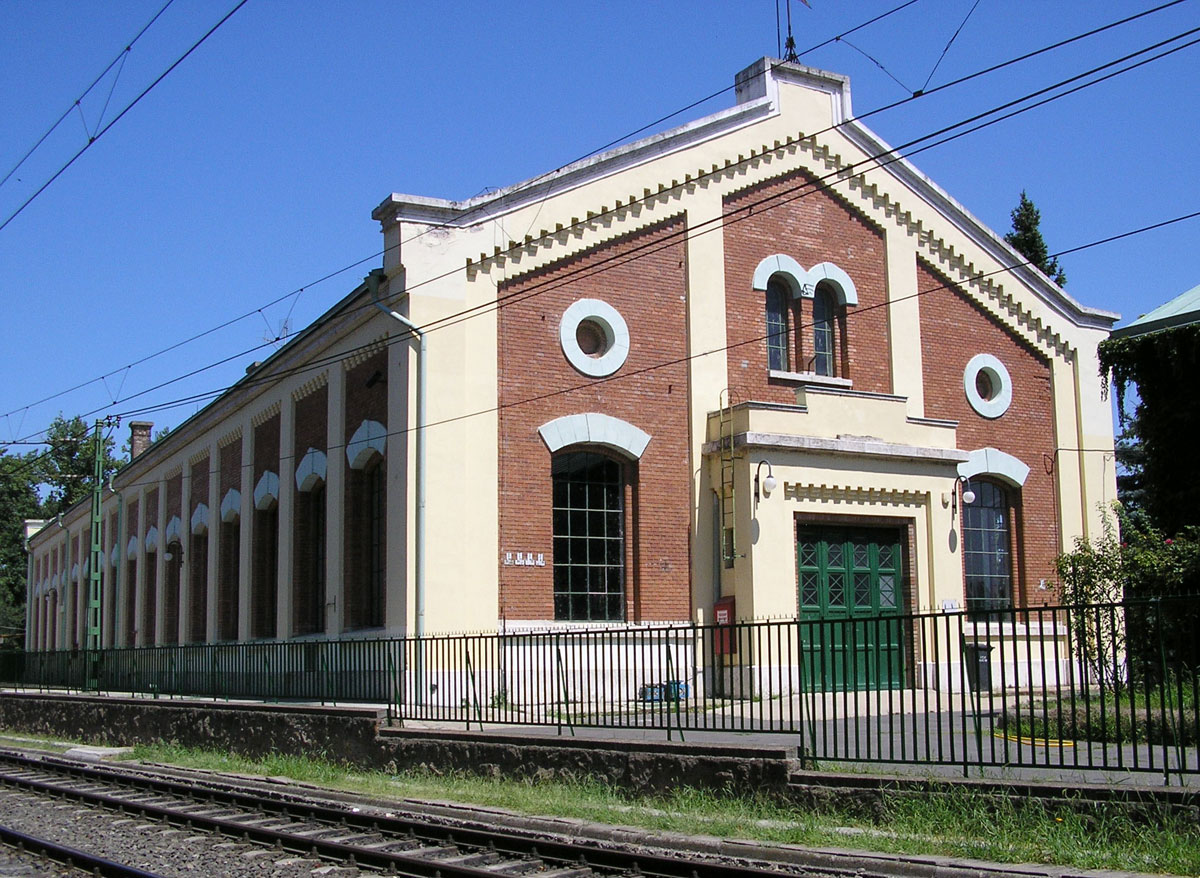
A budaújlaki vízmű

A török hódoltság alatt elnéptelenedett középkori Szentjakabfalvát bajor és württembergi telepesek alapították újra Neustift néven; ennek magyar fordítása az Újlak elnevezés; a hivatalos latin nyelvű okmányokban viszont Neobuda néven szerepelt. Az 1873-as városegyesítéskor a Buda külvárosának számító Újlakot a III. kerülethez csatolták, majd 1950-ben, a jelenlegi kerületi beosztás kialakításakor megosztották a II. és a III. kerület között.
Az egykori település központja a mai Kolosy tér környéke volt; a plébániatemplommal és a piaccal. Régebbi nevei: Marckh Platz (Piac tér) (1702), majd Haupt Platz (Fő tér), 1822-től Heu Platz (Széna tér), de nyugati fele 1835-ben még Pfarrkirchen Platz (Plébániatemplom tér), és végül 1896-tól Lujza tér. 1900-ban kapta mai nevét, Kolosy György honvéd százados szabadságharcosról.

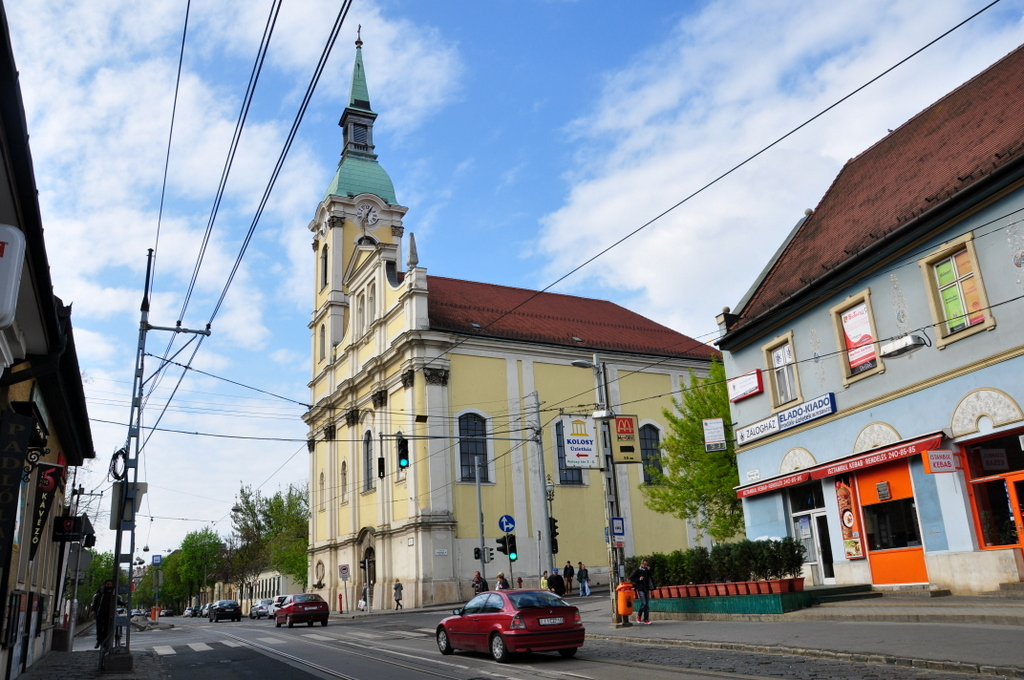
Sarlós Boldogasszony-plébániatemplom

A Duna part kiépítését követően e városrészben építették meg 1881-ben a főváros első nagy kapacitású „vízvezetéki telepét”, a ma is üzemelő Budaújlaki vízművet (a Szentendrei HÉV Szépvölgyi út megállóhelyénél, a HÉV és a Slachta Margit rakpart közötti területen).
Ugyancsak a Hév és a rakpart között volt egykor a Nagyszombat utcában a „Goldberger-sportpálya”, melynek helyén 1995-ben Görzenál néven görkorcsolya és szabadidőpark létesült.
Újlak északi részén, az Újlaki Tégla- és Mészégető Rt. téglavető telepén, a Bécsi út, Nagyszombat utca, Végvár utca, Doberdó út által határolt területen építették fel 1928-ra a székesfőváros megbízásából az úgynevezett „városi házakat”. Az épülettömbök 460, jó minőségben megépített lakással, valamint 34 üzlettel bővítette a szűkös budapesti ingatlan-állományt (tervezők: Hikisch Rezső, ifj. Paulheim Ferenc.).
1952–1954-ben a második világháború alatt bezárt Holzspach Téglagyár Szépvölgyi úti telepén emelték fel a Mechanikai Mérőműszerek Gyára épületeit. A gyáregység 1990-es években történt szanálása után a területen létesítették a Szépvölgyi Irodaparkot. A bánya homlokfalai mai napig meredeken határolják az épületeket.

## Fontosabb közterületek
- Árpád fejedelem útja (13–69. sz. közötti szakasza)
- Bécsi út (1–95., illetve 2–92. sz. közötti szakasza)
- Frankel Leó út (47–63., illetve 74–114. sz. közötti szakasza)
- Kolosy tér
- Lajos utca (1-93. illetve 2-92. sz. közötti szakasza)
- Szépvölgyi út (1-47., illetve 2-64. sz. közötti szakasza)
- Zsigmond tér

## Fontosabb épületek, intézmények, létesítmények
- Bécsi út 56.
- Budaújlaki vízmű
- Fővárosi Csatornázási Művek Zsigmond téri szivattyútelepe
- Frankel Leó úti zsinagóga
- Klubrádió
- Kolosy téri piac
- Óbudai Népzenei Iskola
- Szépvölgyi irodapark
- Than Károly Ökoiskola, Gimnázium, Szakközépiskola és Szakiskola
- Újlaki Általános Iskola
- Újlaki templom
- Újudvar bevásárló központ

## Híres emberek
- Itt született:

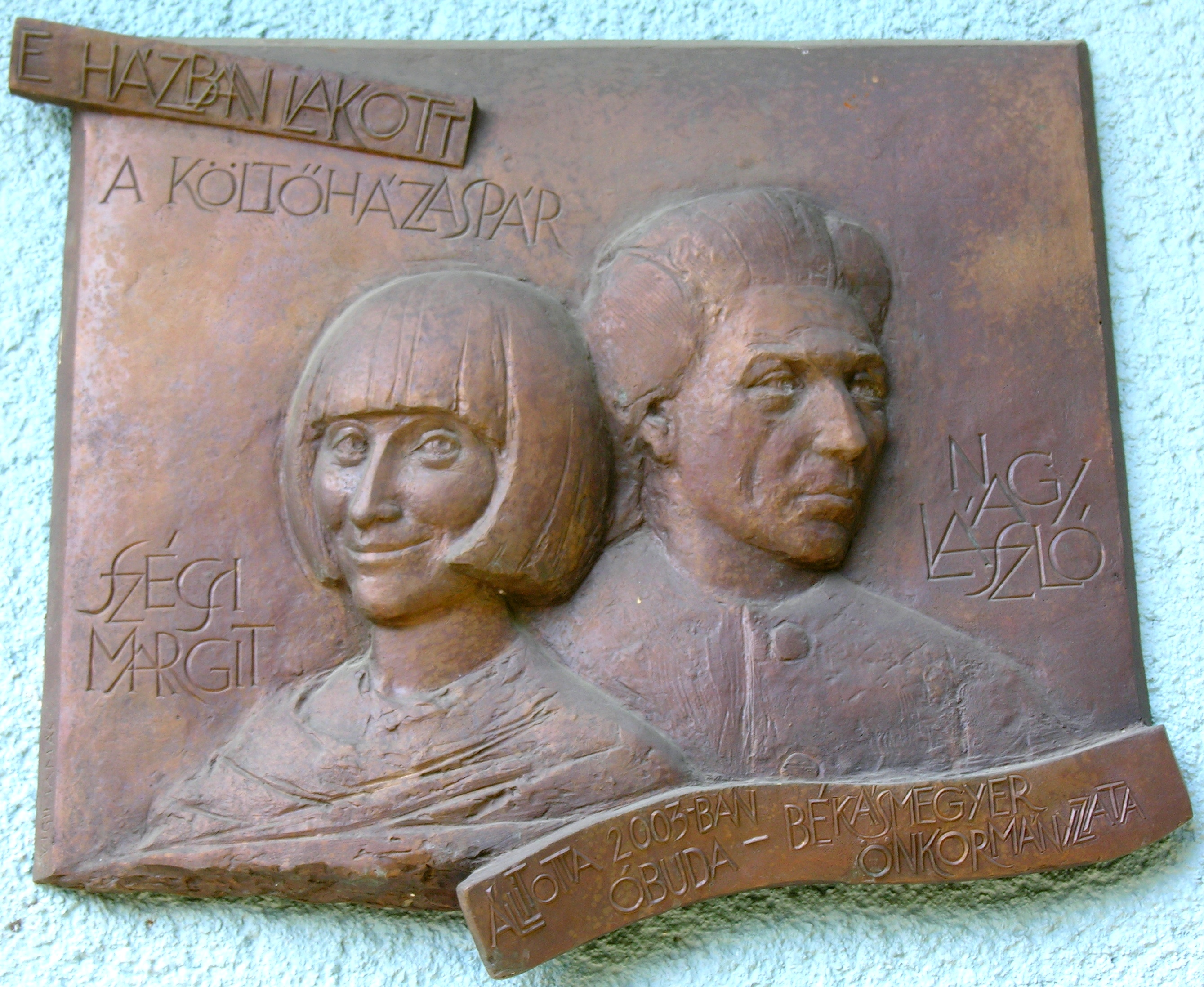
Szécsi Margit és Nagy László emléktáblája egykori lakhelyükön

  - Frankel Leó (1844–1896) politikus, a párizsi Kommün munka- és kereskedelemügyi bizottságának vezetője
  - Házmán Ferenc (1810–1894) reformkori politikus, Buda város – 1873-as városegyesítés előtti – utolsó polgármestere
- Itt élt:
  - Gereblyés László (1904–1968) költő (Frankel Leó út 96.)
  - Göncz Árpád (1922–2015) író, műfordító, politikus (Bécsi út 88.)
  - Hédervári Péter (1931–1984) tudományos szakíró (Árpád fejedelem útja 40-41.)
  - Jobbágy Károly (1921–1998) költő, műfordító (Kavics utca 2/a)
  - Kiss Manyi (1811–1971) színésznő (Szépvölgyi út 4/a)
  - Móra István (1864–1957) író, költő (Határ utca [ma: Nagyszombat utca] 2., majd Szépvölgyi út 3/a)
  - Móra László (1890–1944) költő (Határ utca 2.)
  - Orbán Ottó (1936–2002) költő, esszéíró (Bécsi út 88–90.)
  - Rázsó Gyula (1930–2007) hadtörténész, a Hadtörténeti Intézet és Múzeum főigazgatója (Árpád fejedelem útja 49.)
  - Réthey Lajos (1860–1940) színművész (Bécsi út 88.)
  - Szécsi Margit (1928–1990) költő, grafikus (Árpád fejedelem útja 66.)
  - Szirtes Ádám (1925–1989) színész (Árpád fejedelem útja 20.)
  - Szrogh György (1915–1999) építész (Szépvölgyi út 1/c)
  - Szűcs Ervin (1931–2007) helyi politikus, a Magyar Piarista Diákszövetség örökös tiszteletbeli elnöke (Ürömi utca 40.)
  - Toldalagi Pál (1914–1976) költő. (Bécsi út 92.)